# Ferdinand Friedrich Weichsel
Ferdinand Friedrich Weichsel (* 12. März 1788 in Laublingen; † 4. Februar 1854 in Magdeburg) war ein deutscher Jurist und Politiker des 19. Jahrhunderts. 
Er lebte in Magdeburg und war Abgeordneter zur Preußischen Nationalversammlung für Wolmirstedt. 1817 wurde er als beim Magdeburger Königlichen Land- und Stadtgericht angestellter Justiz-Commissar mit einer Wohnung in der Klosterstraße 9 geführt. 1823 wurde als Wohnung das Kloster Unser Lieben Frauen Kirchhof 2 angegeben.

## Werke
- Rechtshistorische Untersuchungen das gutsherrlich-bäuerliche Verhältniß in Deutschland betreffend Bremen 1822 (Google-books).
- Commentar zur Königlich Preußischen Gemeinheitstheilungs-Ordnung vom 7ten Junius 1821 Magdeburg 1824 (MPIER-Digitalisat; Google-books); Zusätze zum Commentar, Magdeburg 1827 (MPIER-Digitalisat).
- Die Gutsherren und die Bauern auf dem Landtage 1845.
- Der Ziegler'sche Prozeß. Verhandlungen in der Untersuchungssache wider den Ober-Bürgermeister Ziegler vor dem Schwurgerichte zu Brandenburg. Dänsch, Magdeburg 1850.